# 横浜市教育会館
横浜市教育会館（よこはましきょういくかいかん）は、神奈川県横浜市西区にある多目的ホール。
管理および運営は一般財団法人 横浜市教育会館。

## 概要
1937年（昭和12年）7月に「社団法人 横浜市教育会館」として完成。神奈川県下初の教育会館として建設され、
1966年の建て替えに際して、ホール・会議室の市民・企業・団体への提供を開始。地域に親しまれる多目的ホールとして発展を続ける。
1999年2月の、再度の建て替えを経て現在の会館となる。
ホールは506席収容で、後部が電動可動席となっており、全席を格納することで全面フラットなホールとしても利用できる。

## 施設

### ホール
- 名称：エコーレ
- 面積579m2
- 収容人員：506人（前部242席／後部264席）…席を全て格納し、フルフラット（平土間）化も可能
- 楽屋：2室
- 舞台：間口12.5m、奥行8m
- フロア：4階

### 会議室・研修室

#### 3階 第1研修室
- 面積：98.5m2
- 収容人員：60名

#### 2階 第1会議室
- 面積：98.5m2
- 収容人員：60名

#### 2階 第2会議室
- 面積：42.8m2
- 収容人員：24名

#### 1階 第2研修室
- 面積：51.5m2
- 収容人員：30名

## アクセス

### 電車
- JR東日本根岸線・横浜市営地下鉄ブルーライン（3号線）桜木町駅下車、徒歩10分。
- 京浜急行電鉄京急本線 日ノ出町駅下車、徒歩10分。

### バス
横浜市営バス 横浜駅東口バス乗り場 B階段7番より103系統に乗車。「戸部一丁目」下車、徒歩1分。

## 駐車場
12台。地下コインパーキング（有料）